# Opel Corsa F
La Opel Corsa F è un'autovettura di segmento B prodotta dalla casa automobilistica tedesca Opel dal 2019.

## Descrizione

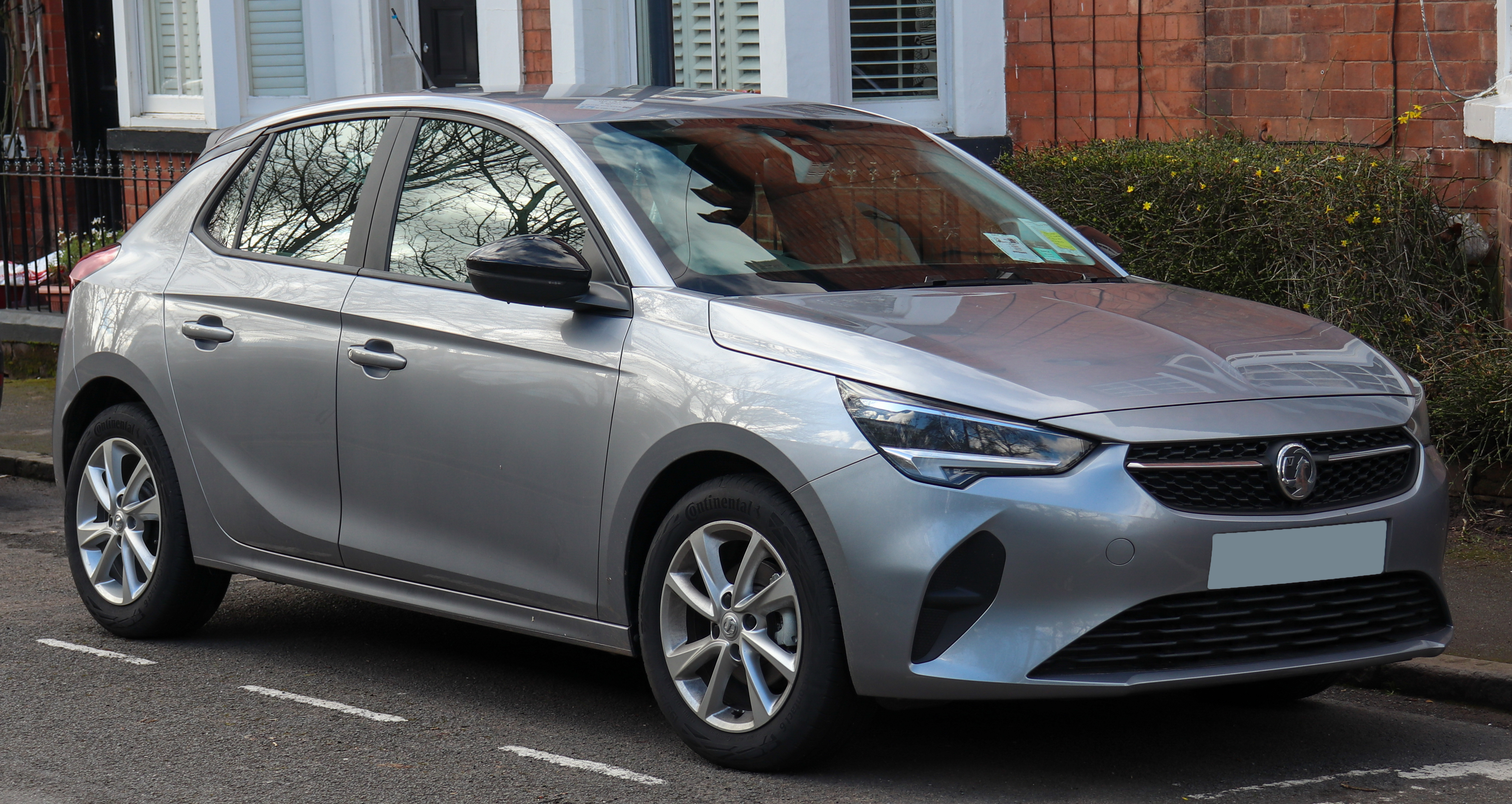
Una Vauxhall Corsa F

La sesta generazione della Opel Corsa (codice identificativo F) è il primo modello progettato da Opel dopo essere stata acquisita dal gruppo francese PSA. La vettura è strettamente imparentata con la seconda generazione di Peugeot 208 riprendendo lo stesso telaio di base CMP e la stessa gamma motori.
L'auto è stata presentata il 23 maggio 2019 inizialmente solo nella versione elettrica chiamata Opel Corsa-e. Le versioni con motori a combustione interna hanno debuttato il 26 giugno 2019.
In Inghilterra la vettura viene commercializzata con il marchio inglese Vauxhall.
La produzione della nuova Corsa viene avviata nell’ottobre 2019 presso lo stabilimento spagnolo Opel di Saragozza.

## Meccanica
Nata sulla stessa base meccanica della 208 la Opel Corsa utilizza la piattaforma di PSA CMP, che adotta una maggior percentuale di acciai ad alta e ad altissima resistenza che permettono di diminuire il peso di circa un centinaio di chilogrammi. Il comparto sospensioni adottano all'anteriore uno schema MacPherson con molle elicoidali e al posteriore un semplice ponte torcente. Per la versione GS-line il telaio viene irrigidito assieme alle sospensioni che vengono anche ribassate così da dare un comportamento di guida sportiveggiante.
I motori sono tutti di origine PSA con 3 benzina (PSA EB) di 1.2 litri 75 CV (aspirato) e 100 e 130 CV (turbo) e un diesel (PSA DV) da 1.5 litri e 100 CV. Le trasmissioni adottate sono un manuale a 5 marce (abbinato al 1.2 aspirato), manuale a 6 marce (abbinato al 1.2 turbo 100 CV e 1.5 diesel) e un automatico a 8 rapporti costruito dalla Aisin (abbinato al 1.2 turbo 100 CV).
La Opel Corsa-e adotta la stessa piattaforma CMP (Common Modular Platform) denominata così proprio per la sua capacità di montare sia motorizzazioni a combustione interna che motorizzazioni elettriche. La Corsa-e monta un batteria agli ioni di litio posizionata sotto il pianale da 50 kW che permette un'autonomia (ciclo WLTP) di 330 km. Il suo motore è il più potente della gamma con 136 CV e 260 N m.

## Design interno ed esterno

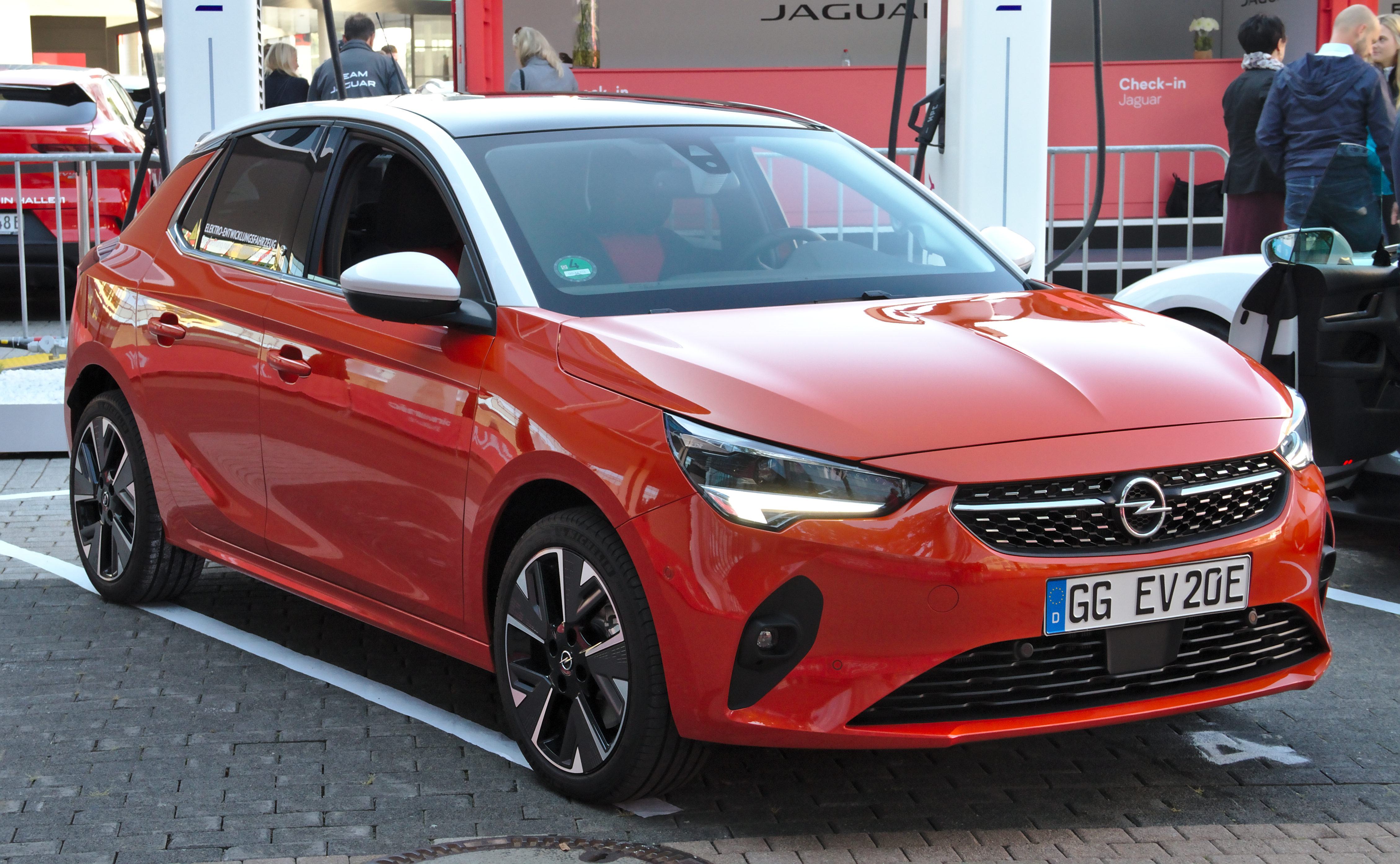
Una Opel Corsa-e

La Corsa F si discosta rispetto al vecchio modello sia in fatto di design che di dimensioni; infatti l'auto è più lunga, più larga e con un passo allungato dovuto all'adozione della piattaforma modulare CMP sviluppata dal gruppo PSA.
All'esterno la vettura, disponibile solo nella versione 5 porte, in alcuni particolari come l'intera forma del telaio e della carrozzeria rispecchia un po' la 208 (dovuto alla condivisione della stessa piattaforma). Nella fiancata sono presenti delle linee che ritroviamo nelle ultime Opel ossia, una linea superiore che sovrasta le maniglie e una linea sottostante che parte dal passaruota anteriore e si solleva fino al passaruota posteriore assomigliante a una lama. Gli specchietti sono gli stessi delle C3 e 208 con integrati gli indicatori di direzione a LED.
L'anteriore invece cambia completamente con un cofano che trova tre linee molto marcate soprattutto quella centrale, la calandra anch'essa ridisegnata con dimensioni molto più piccole e molto meno pronunciata, incorpora due listelli orizzontali cromati. I fari sono completamente nuovi, adottano tre diverse tecnologie la più tradizionale con i fari alogeni; poi possiamo agli "Eco-LED" e in conclusione i Full-LED IntelliLux Matrix. Inoltre va anche a modificarsi il disegno caratteristico delle luci diurne di tutte le Opel a partire dalla Corsa D ossia lo spostamento del fascio di LED dalla posizione più esterna a quella più interna che va a creare quello scalino che troviamo anche sulla Opel Insignia 2020. La parte bassa del paraurti va a evolvere quella piccola presa d'aria che si trovava nella Corsa E rendendola più grande. Anche l'alloggiamento dei fari fendinebbia, allungandosi rispetto a prima, simulando delle prese d'aria.
La zona posteriore cambia totalmente, sul montante C possiamo trovare una pinna di generose dimensioni in tinta con la carrozzeria, il lunotto è inclinato ancor più di prima sormontato da un piccolo alettone. Scendendo verso il basso, ci sono i due fari anch'essi notevolmente cambiati con tecnologia a LED (solo per le luci di stop e le luci di posizione), hanno una forma molto più sottile rispetto a prima e vengono uniti tra di loro da una linea marcata. Scendendo ancora più in basso troviamo un alloggiamento porta-targa ridisegnato e dei catadiottri completamente rivisti inseriti in posizione verticale ma che nelle versioni GS-Line vengono inglobati in dei profili in plastica grezza. In conclusione al centro del paraurti c'è posizionato il retronebbia. Inoltre la parte in cui è alloggiato il retronebbia si può avere in due configurazioni diverse, in tinta con la carrozzeria per le versioni base e per la Corsa-e che diventa di color nero per la GS-line. Possiamo aver anche il tubo di scarico di differenti forme, infatti per la motorizzazione diesel e le due benzina da 75 e 100 CV si ha il singolo scarico (cromato se in versione GS-line) e il doppio scarico cromato solo per il 130 CV in allestimento GS-line.
Il tetto a contrasto di colore bianco o nero, i cerchi vanno da 15" in acciaio fino a dei 17" in lega e può essere anche allestita con delle appendici aerodinamiche.

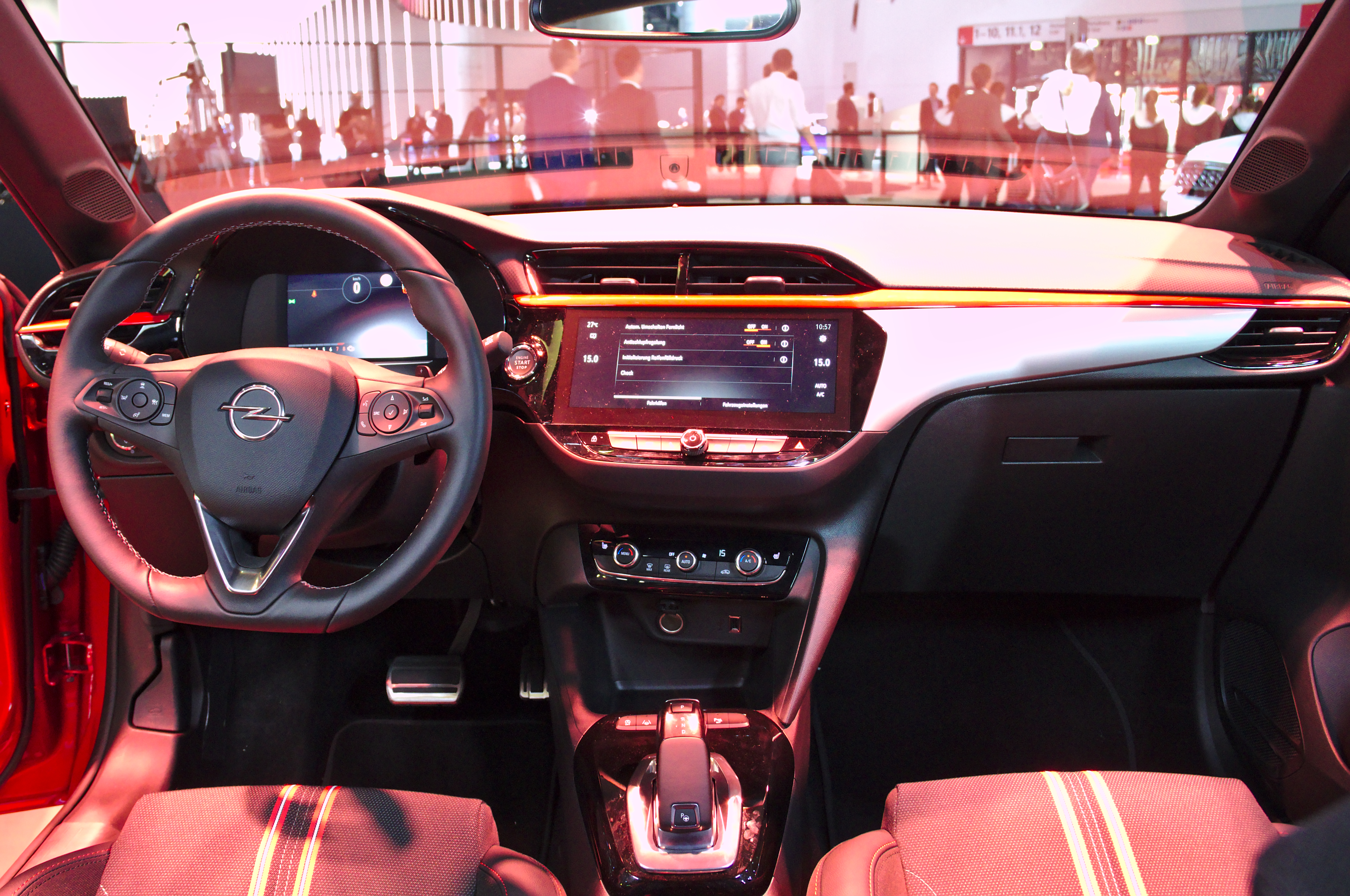
Gli interni

Anche gli interni vengono stravolti sia stilisticamente che materialmente: infatti l'auto va a cambiare con un abitacolo più convenzionale e ergonomico rispetto a quello della cugina 208. La plancia è costituita da materiali semi-morbidi in alto e duri in basso. Frontalmente presenta nella parte alta e nei lati le bocchette d'aerazione e sotto due profili in plastica che hanno differenti colorazioni a seconda dell'allestimento, sotto a questi si trova il nuovo sistema infotainment che può avere tre dimensioni: 5", 7" e 10" tutti touch. Il sistema infotainment viene ripreso completamente dalle cugine 208 e C3, a differenza però dei comandi del sistema di ventilazione che sono analogici sulla Corsa, mentre sono integrati nel sistema infotainment su 208 e C3.
il posto guida varia totalmente rispetto al vecchio. Il quadro strumenti può avere sia i normali quadranti analogici (ripresi dalla Crossland X e Grandland X) con in mezzo un quadro LCD a colori o in opzione un quadro completamente digitale da 7". La Corsa essendo prodotta in condivisione con la 208 e C3 ha al suo interno dei particolari in comune come: il disegno delle portiere e i materiali, la leva del cambio e il selettore delle modalità di guida. Il volante, che può essere anche rivestito in pelle, integra i comandi del cruise control adattivo a sinistra e i comandi per la radio a destra.

## Allestimenti

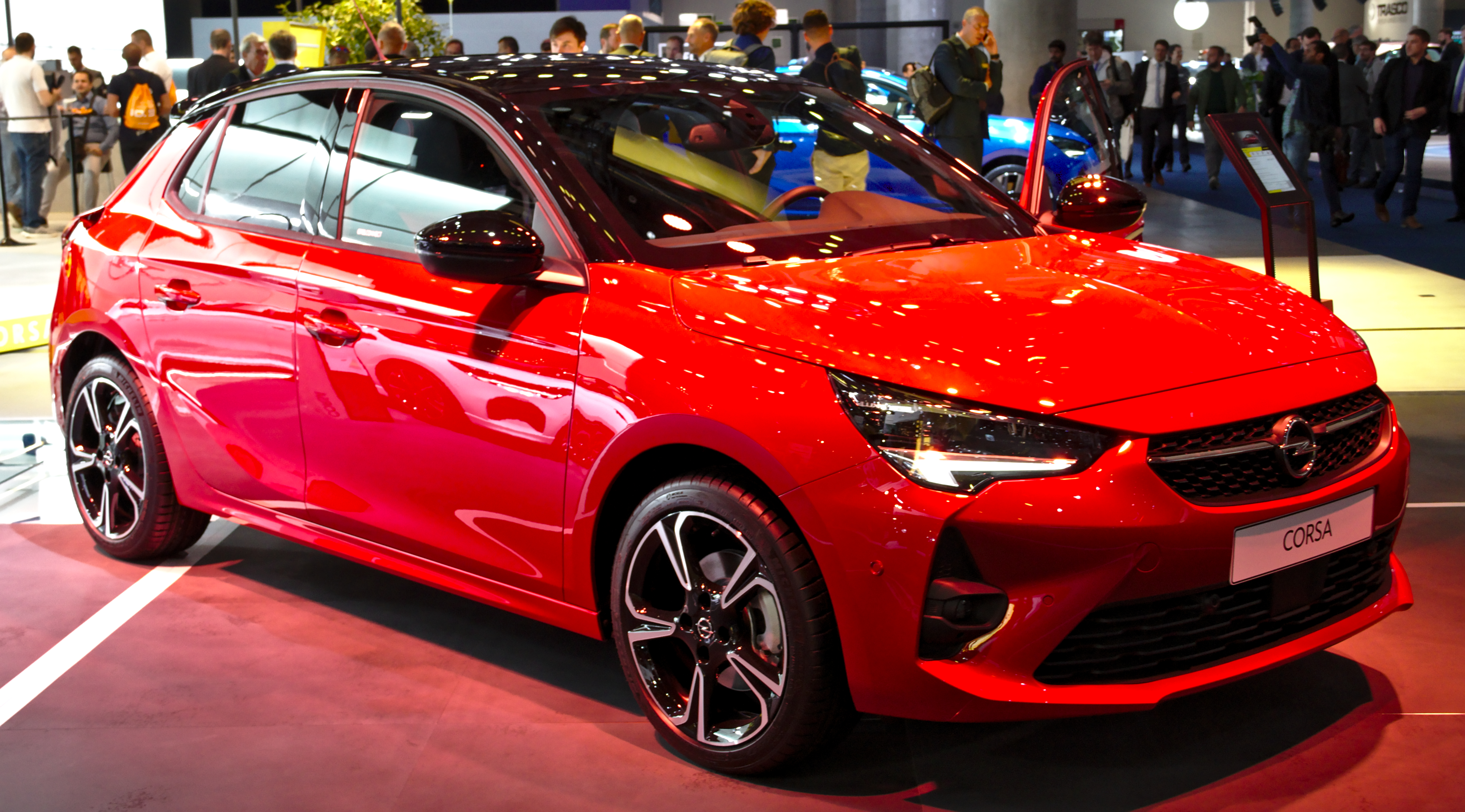
Una Opel Corsa F GS-line

Gli allestimenti disponibili sono 3:
- Edition: Cerchi in acciaio da 15", radio con comandi touch e USB da 5", climatizzatore manuale, sedili posteriori abbattibili separatamente 60/40, sedili in tessuto.
- GS-line: Cerchi in lega da 16" a 4 razze, multimedia radio con schermo da 7" presa USB e proiezione del telefono, paraurti anteriori e posteriori sportivi, telaio rigido, modalità sport, Fari anteriori, fendinebbia e luci posteriori "EcoLED".
- Elegance: Cerchi in lega da 16", Elementi cromati sulla carrozzeria, Sigh&Light Pack (sensore crepuscolare, sensore di pioggia, accensione automatica dei fari), bracciolo guidatore, luce diffusa e fari anteriori e fendinebbia a "EcoLED" e posteriori alogeni.

## Restyling 2023

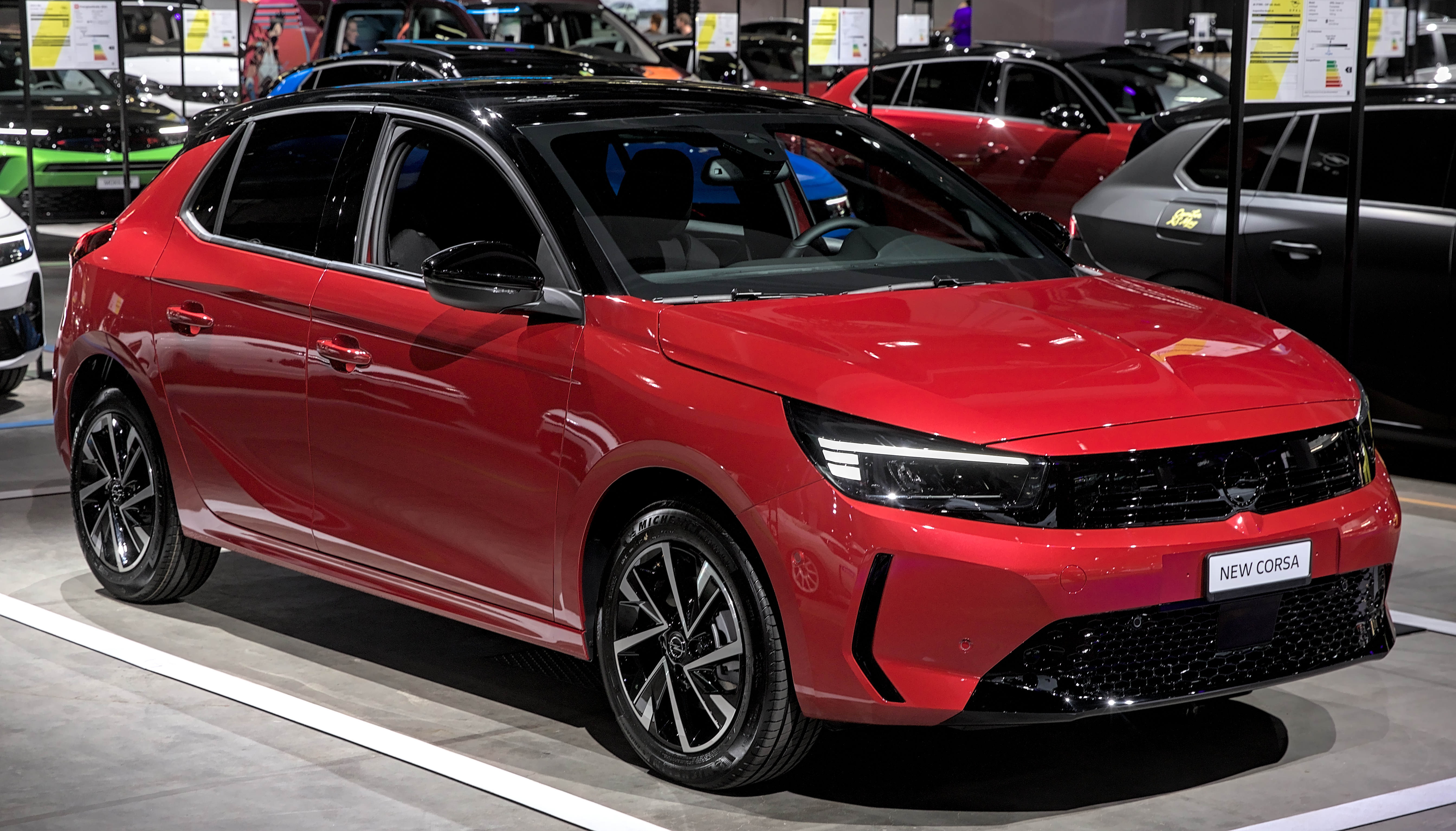
Opel Corsa restyling

A giugno 2023 viene presentato il restyling dalla Corsa, che introduce diversi aggiornamenti estetici, elettronici e meccanici. A livello estetico, viene rivisto il frontale con la nuova calandra Vizor, già presente sugli altri modelli del costruttore, che incorpora i fari full-LED Intelli-Lux dal disegno rinnovato e al centro il nuovo logo della Casa. Anche il paraurti anteriore viene rivisto con una nuova trama per la presa d'aria inferiore che incorpora anche il radar dei sistemi ADAS. La fiancata e la parte posteriore rimangono pressoché invariati ma vengono introdotti nuovi cerchi.
Per quanto riguarda gli interni, anch'essi rimangono quasi completamente immutati a parte la risoluzione di alcuni difetti e l'introduzione di nuovi materiali. L'elettronica di bordo viene aggiornata con una nuova architettura per la strumentazione digitale e l'infotaiment (da 10" per la versione top di gamma) basata sul sistema Snapdragon Cockpit prodotto da Qualcomm.

### Allestimenti
Gli allestimenti disponibili sono tre, denominati Corsa, GS e Ultimate.

### Meccanica
Con questo restyling, come per la 208, vengono eliminati i motori a gasolio 1.5 BlueHDi e rimangono solamente i due motori a benzina 1.2 PureTech sia in versione aspirata da 75 CV sia in versione turbo da 100 CV con tre diverse trasmissioni. Per il PureTech 75 viene utilizzato un cambio manuale a 5 marce mentre il PureTech Turbo 100 è disponibile con un cambio manuale a sei marce oppure con il cambio automatico a 8 mace EAT8. A questi viene affiancato un nuovo 1.2 PureTech EB3 con sistema mild hybrid da 100 e 136 CV, accoppiato a una trasmissione a doppia frizione a 6 rapporti denomiato e-DCS6 che ingloba al suo interno il motore elettrico del sistema ibrido il quale sviluppa una potenza di 20 CV e 55 Nm di coppia.
La variante elettrica, ora denominata Corsa Electric, mantiene il motore da 136 CV e 260 Nm ma viene aggiunta una versione più potente da 156 CV e 260 Nm aggiungendo anche una nuova batteria da 51 kW con una tensione di sistema di 400 V e con un'autonomia di 400 km circa.

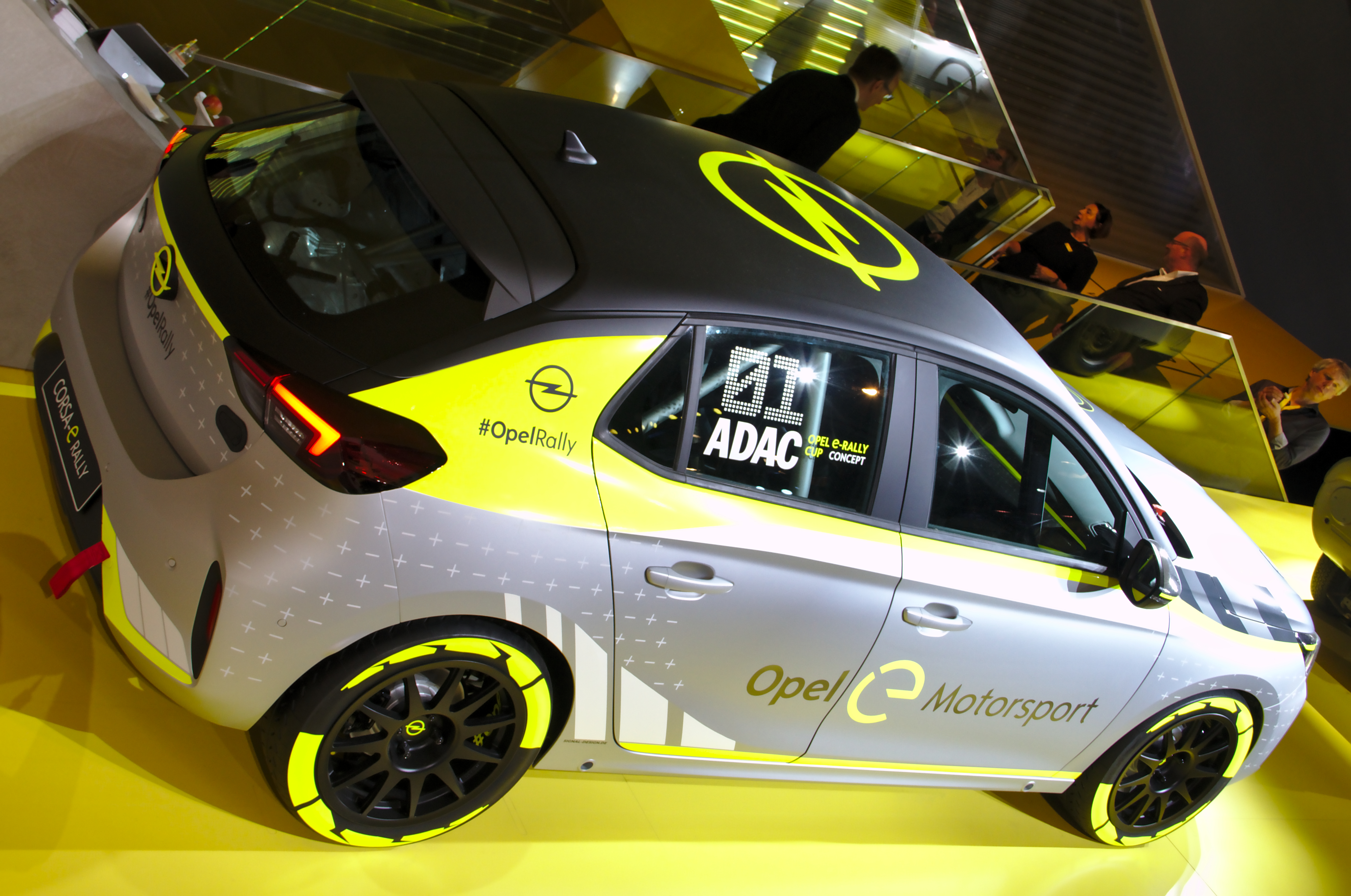
Opel Corsa-e rally

## Attività sportiva

### Corsa-e rally
La Opel ha presentato il 22 agosto 2019 il prototipo della Corsa-e rally. È la prima auto da rally completamente elettrica ed è stata sviluppata insieme all'ADAC. Inizialmente, erano previsti 15 veicoli, che sono stati utilizzati nel campionato monomarca ADAC Opel e-Rally Cup 2021, 2022 e 2023.

## Riepilogo caratteristiche
| Modello                         | Produzione      | Motore  | Alimentazione | Cilindrata cm³ | Potenza CV (kW)/rpm | Coppia Nm/rpm | Trasmissione              | Peso kg | Accelerazione | Velocità massima km/h | Consumi l/100 km | Emissioni g/km |
| ------------------------------- | --------------- | ------- | ------------- | -------------- | ------------------- | ------------- | ------------------------- | ------- | ------------- | --------------------- | ---------------- | -------------- |
| 1.2 PureTech 75 S&S MT5         | dal 07/2019     | EB2F    | Benzina       | 1199           | 75 (55)/5750        | 118/2750      | Manuale a 5 marce         | 1055    | 13"2          | 174                   | 5,3              | 120            |
| 1.2 PureTech Turbo 100 S&S MT6  | dal 07/2019     | EB2ADTD | Benzina       | 1199           | 100 (74)/5500       | 205/1750      | Manuale a 6 marce         | 1090    | 9"9           | 194                   | 5,1              | 115            |
| 1.2 PureTech Turbo 100 S&S EAT8 | dal 07/2019     | EB2ADTD | Benzina       | 1199           | 100 (74)/5500       | 205/1750      | Automatico a 8 marce EAT8 | 1165    | 10"8          | 192                   | 5,4              | 122            |
| 1.2 PureTech Turbo 130 S&S EAT8 | 07/2019-11/2023 | EB2DTS  | Benzina       | 1199           | 130 (96)/5500       | 230/1750      | Automatico a 8 marce EAT8 | 1233    | 8"7           | 208                   | 5,3              | 122            |
| 1.5 BlueHDi 100 S&S MT6         | 07/2019-11/2023 | D15DT   | Gasolio       | 1499           | 100 (75)/3500       | 250/1750      | Manuale a 6 marce         | 1165    | 10"2          | 188                   | 4,2              | 111            |
| Corsa-e/Corsa Electric          | dal 07/2019     | -       | Elettrico     | -              | 136 (100)           | 260           | Rapporto singolo          | 1530    | 8"7           | 150                   | -                | -              |
| Corsa-e/Corsa Electric          | dall'11/2023    | -       | Elettrico     | -              | 156 (115)           | 260           | Rapporto singolo          | 1544    | 8"1           | 150                   | -                | -              |